# Pascal Hervé
Pour les articles homonymes, voir Hervé.
Pascal Hervé, né le 13 juillet 1964 à Tours et mort le 24 décembre 2024 à Montréal, Québec, est un coureur cycliste français, devenu directeur sportif.
Professionnel de 1994 à 2001, il est longtemps un coéquipier de Richard Virenque. Il compte notamment à son palmarès une étape du Tour d'Italie 1996. Après sa retraite, il reste très impliqué dans le milieu du vélo, prenant notamment le poste de directeur sportif de l'équipe Garneau-Québecor.

## Biographie
En 1992, Pascal Hervé est champion de France sur route amateurs. Il participe en août aux Jeux olympiques de Barcelone et s'y classe 48e de la course en ligne.
En 1994, il devient cycliste professionnel, à 29 ans, au sein de l'équipe Festina. Il dispute son premier Tour de France, qu'il termine à la 33e place.
Il est impliqué dans le scandale de l'affaire Festina en 1998, pour laquelle il est suspendu deux mois. 
Lors de la saison 2000, il participe notamment en juin au Tour de Suisse. La 4e étape qui arrive à Verbier est la première étape de montagne de cette édition. Présent à l'avant dans les dix derniers kilomètres avec sept autres favoris, il attaque dans les derniers kilomètres et remporte l'étape au sommet, avec près de 40 secondes d'avance sur ses poursuivants, Oscar Camenzind (Lampre-Daikin) et Mauro Zanetti (Vini Caldirola-Sidermec) en tête. Il s'empare à cette occasion au maillot jaune de leader du classement général. Il le perd cependant dès le lendemain, un contre-la-montre individuel tracé autour de Sierre, au profit de l'Allemand Jan Ullrich (Deutsche Telekom). Il remportera tout de même l'un des deux classements des sprints au bout de la 10e étape.
Il met fin à sa carrière à l'issue du Tour d'Italie 2001, où il fait l'objet d'un contrôle antidopage positif.
Il a disputé 15 grands tours, 7 championnats du monde et une édition des Jeux olympiques (Barcelone 1992). Après sa carrière, il devient propriétaire d'un café-restaurant nommé « La Bibliothèque » à Limoges. Il part vivre au Canada, où il dirige un centre d'entraînement et un laboratoire d'évaluation de la condition physique. Entre 2015 et 2017, il est directeur sportif de l'équipe Garneau-Québecor, il a gagné le titre de champion du Canada avec son coureur Bruno Langlois. Il est également l'organisateur de nombreux voyages vélo à travers le monde.

## Palmarès

### Palmarès amateur
- 1990
  - 2e du championnat de l'Orléanais sur route
- 1991
  - Redon-Redon
  - Grand Prix des Fêtes de Cénac-et-Saint-Julien
  - 7e étape du Tour d’Autriche
  - 2e étape du Namibia 4-day International Tour
  - 3e étape du Regio-Tour[4]
  - 2e du Circuit boussaquin
  - 2e de Jard-Les Herbiers
  - 3e des Boucles de la Loire
  - 7e du championnat du monde sur route amateurs
- 1992
  -  Champion de France sur route amateurs
  - Prix de la Foire au Boudin
  - Trophée Robert Gauthier
  - Tour du Gévaudan :
    - Classement général
    - Une étape

  - Boucles de la Mayenne
  - 2e du Circuit boussaquin
  - 2e de Redon-Redon
  - 2e du Circuito Montañés
  - 3e du Tour du Canton de Saint-Ciers
  - 3e de Paris-Auxerre
  - 3e du Grand Prix de la Tomate
  - 3e de la Pédale d'Or de Ligugé
  - 3e du Grand Prix de Puy-l'Évêque
- 1993
  - Tour du Canton de Saint-Ciers
  - Tarbes-Sauveterre
  - Regio-Tour :
    - Classement général
    - 3e étape[4]

  - 5e étape du Tour des régions italiennes
  - 2e étape du Tour de Rhénanie-Palatinat[4]
  - 2e de Paris-Barentin
  - 2e de Colmar-Strasbourg
  - 2e du Tour de l'Ain
  - 2e du Tour du Vaucluse
  - 3e du Souvenir Louison-Bobet
  - 3e du Tour du Wartenberg
  - 4e de l'épreuve en ligne des Jeux méditerranéens d'Agde

### Palmarès professionnel
- 1994
  - 6e étape du Critérium du Dauphiné libéré
  - 5e du Critérium du Dauphiné libéré
- 1996
  - 8e étape du Tour DuPont
  - 6e étape du Tour d'Italie
  - 2e du Tour du Chili
  - 2e du Tour du Pays basque
  - 2e du Tour DuPont
  - 2e de la Japan Cup
- 1997
  - 2eb étape du Tour méditerranéen (contre-la-montre par équipes)
  - 2e étape du Tour du Chili 
  - 3e du Tour du Chili
  - 3e de Paris-Camembert
  - 10e du Tour du Pays basque
- 1998
  - 3e étape du Tour du Pays basque
  - Trophée des grimpeurs
  - Grand Prix de Plouay
  - 7e de la Flèche wallonne
- 1999
  - 2e du championnat de France sur route
  - 3e de la Prueba Villafranca de Ordizia
- 2000
  - 3e étape du Tour de Suisse
  - 3e du Tour de Burgos
- 2001
  - 2e de la Semaine lombarde
  - 2e du Tour de Toscane

## Résultats sur les grands tours

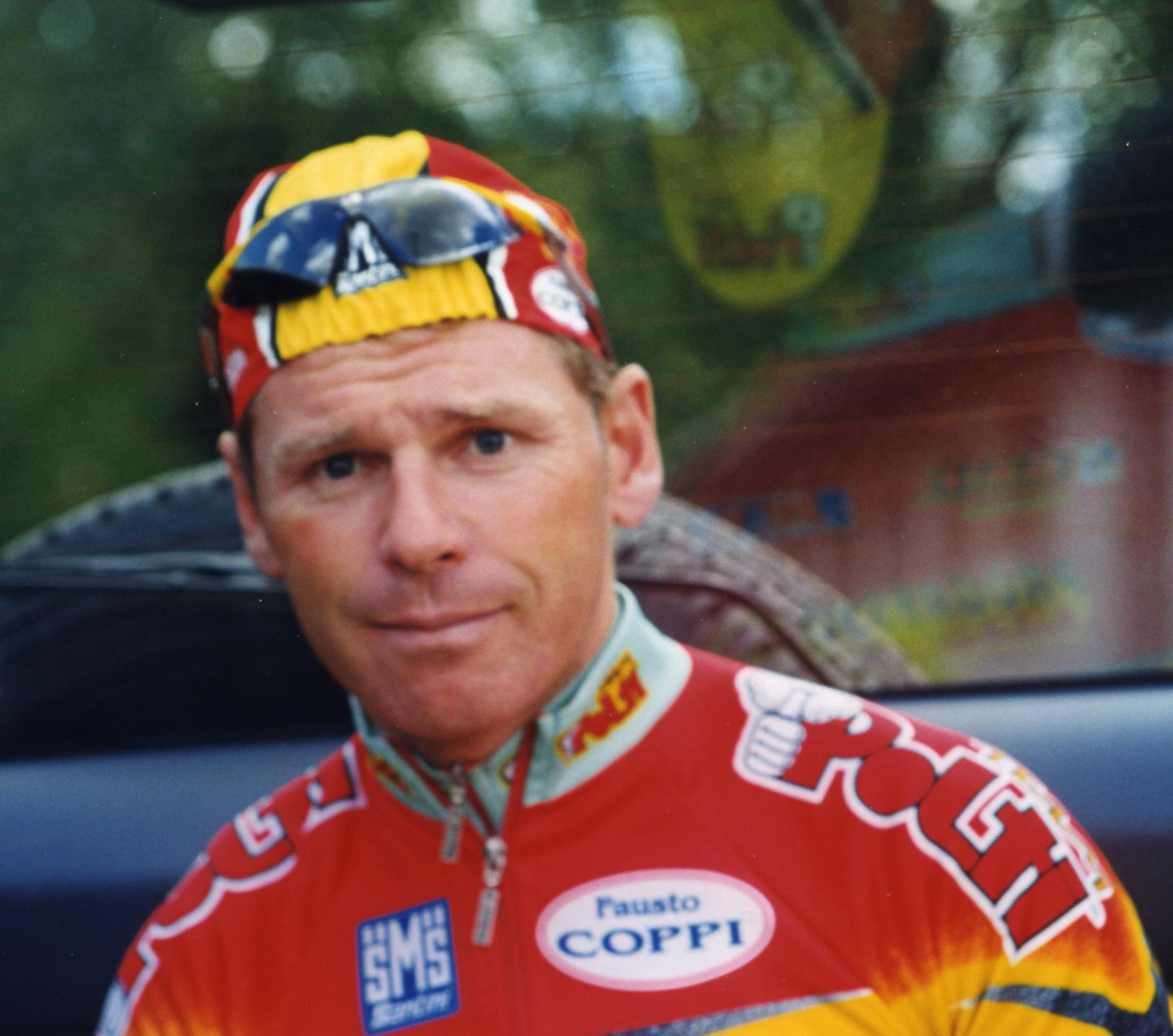
Pascal Hervé lors du Critérium de Lèves 2000

### Tour de France
6 participations
- 1994 : 33e
- 1995 : non partant (6e étape)
- 1996 : 42e
- 1997 : 36e
- 1998 : exclu à la 7e étape avec l'ensemble des coureurs de l'équipe Festina
- 2000 : 12e

### Tour d'Espagne
6 participations
- 1994 : 27e
- 1995 : 39e
- 1997 : 43e
- 1998 : abandon (20e étape)
- 1999 : 80e
- 2000 : 17e

### Tour d'Italie
3 participations
- 1995 : 25e
- 1996 : abandon (20e étape), vainqueur de la 6e étape,  maillot rose pendant 1 jour
- 2001 : exclu